# Todor Iwantschow

Todor Iwantschow

Todor Iwantschow (bulgarisch: Тодор Иванчов) (* 1858 in Weliko Tarnowo; † 1905 oder 1906 in Paris) war ein bulgarischer Politiker und Ministerpräsident.

## Biographie

### Studium und berufliche Laufbahn
Nach der Schulausbildung am Robert College in Istanbul absolvierte er ein Studium der Medizin sowie der Wirtschaftswissenschaften an der Universität Montpellier.
Nach seiner Rückkehr nach Bulgarien war er 1878 bis 1879 Lehrer in Drjanowo und danach bis 1883 Schulrektor in Kjustendil. Im Anschluss daran wurde er Direktor des Büros für Statistik. Darüber hinaus war er Herausgeber der Zeitungen „Turnovska Konstitutsia“ sowie „Narodni Prava“.

### Minister und Ministerpräsident von 1899 bis 1901
Iwantschow begann seine politische Laufbahn am 24. August 1886, als er für vier Tage Minister für öffentliche Erziehung in der Übergangsregierung von Petko Karawelow wurde. Dieses Amt übte er auch vom 7. September 1886 bis zum 10. Juli 1887 im ersten Kabinett von Wassil Radoslawow aus. Nach der Gründung von dessen Liberaler Partei (LPR), die nach ihm auch Radoslawowisten (Либералната партия - радославистка) genannt wurde, war er einer deren eifrigsten Unterstützer und deren Vertreter als Abgeordneter in der Nationalversammlung von 1886 bis 1889 sowie von 1899 bis 1900.
Am 30. Januar 1899 wurde er von Ministerpräsident Dimitar Grekow wiederum zum Bildungsminister ernannt. In dieser Zeit initiierte und führte er der nach ihm benannte Vereinheitlichung der bulgarischen Orthographie ein, die erste Rechtschreibnorm der Neubulgarischen Sprache.
Nach dessen Rücktritt wurde er am 13. Oktober 1899 von Fürst Ferdinand I. schließlich selbst zum Ministerpräsidenten ernannt. In seinem bis zum 25. Januar 1901 amtierenden Kabinett war er zugleich bis zum 25. Dezember 1900 Außenminister und Religionsminister und danach Finanzminister. In sein Kabinett berief er auch seinen Parteivorsitzenden Radoslawow zum Innenminister, der als solcher eine Reihe von Reformen des öffentlichen Dienstes vornahm.
1903 wurde er durch ein Gericht wegen verfassungsfeindlicher Aktivitäten während seiner Amtszeit als Minister im Kabinett Radoslawow zu einer achtmonatigen Freiheitsstrafe verurteilt, später jedoch begnadigt.